# Gartenstadt Staaken eG

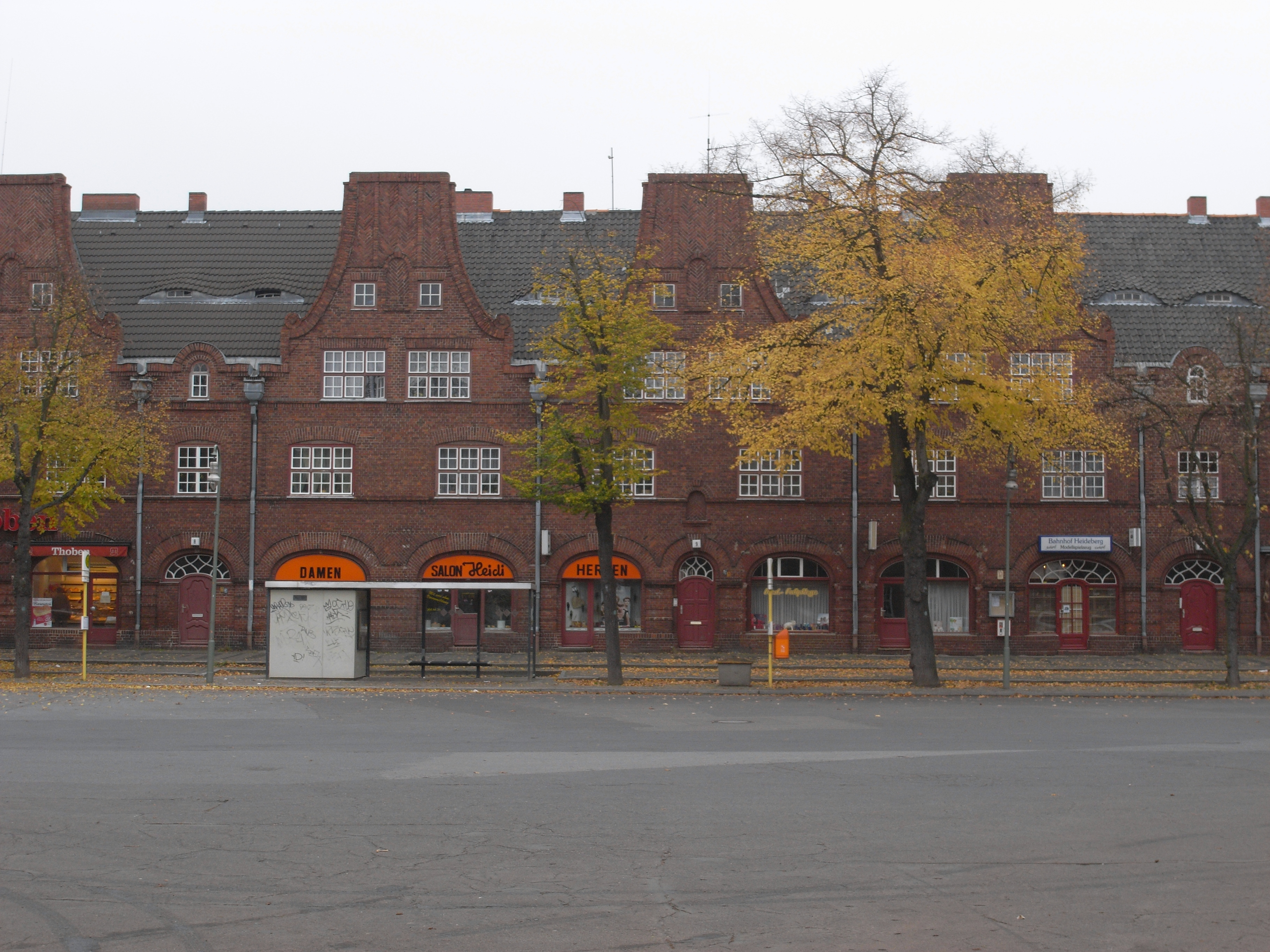
Kaufhaus am Marktplatz

Die Gartenstadt Staaken eG ist eine Berliner Wohnungsgenossenschaft, der die gleichnamige denkmalgeschützte Gartenstadt gehört.

## Geschichte
Die Gartenstadt Staaken-Spandau eG wurde 1913 auf Initiative und unter dem Protektorat des Reichsamts des Innern gegründet.
Ursprünglich war geplant, eine Siedlung für die Beschäftigten der Königlichen Werkstätten in Spandau zu schaffen, um der bestehenden Wohnungsnot in Spandau abzuhelfen. Es wurde außerhalb der Stadt in unmittelbarer Nähe des Bahnhofs Staaken ein Gelände zwischen der Lehrter Bahn und der Hamburger Bahn von rund 350.000 Quadratmeter Ackerland für 700.000 Mark von der Eisengießerei Schwartzkopff, die hier ursprünglich den Bau einer Fabrik plante, erworben. Vordem wurde das Land bis 1899 von den Bauern Friedrich Bartel und Raue genutzt. 1914 war Baubeginn und in den Jahren 1914 bis 1917 wurden insgesamt 793 Wohneinheiten fertiggestellt. Darüber hinaus sollten in der Siedlung öffentliche Gebäude, wie zum Beispiel zwei Kaufhäuser, zwei Schulen, ein Gasthaus, eine Kirche, ein Pfarrhaus, ein großer Saal, ein Spritzenhaus und eine Bäckerei entstehen. Durch den kriegsbedingten Materialmangel ruhte jede Bautätigkeit gegen Ende des Ersten Weltkrieges, wurde danach jedoch fortgesetzt.
Ab Mai 1933 wurden Vorstand und Aufsichtsrat der Genossenschaft im Rahmen der Gleichschaltung mit Nationalsozialisten besetzt. Das kleine Kaufhaus und sechs Einfamilienhäuser am Eschenwinkel wurden während des Krieges am 3. September 1943 durch einen Bombenangriff vollständig zerstört. Der kriegsbedingte Totalverlust betrug 18 Häuser mit 34 Wohnungen. Zu Kriegsende wurde die Gartenstadt 26. April 1945 durch sowjetische Truppen besetzt. Der alte Vorstand, der 1933 abgesetzt worden war, übernahm wieder die Geschäfte.
Bis 1959 wurden die Kriegsschäden beseitigt und alle Gebäude wieder aufgebaut. Die baulichen Anlagen der Gartenstadt Staaken wurden 1986 in das Baudenkmalbuch eingetragen. Mit Abschaffung der Wohnungsgemeinnützigkeit 1990 fiel die Entscheidung der Genossenschaft zur vollen Steuerpflicht nach Wegfall des Wohnungsgemeinnützigkeitsgesetzes. Die notwendige Satzungsänderung beinhaltet auch weiterhin das Bekenntnis zur Gemeinnützigkeit.